# ダークX-MEN
ダークX-MEN（Dark X-Men）は、マーベル・コミックのコミックに登場する架空のチームである。チームは「ダークレイン」展開中にマット・フラクションが脚本を執筆した『ダークアベンジャーズ』と『アンキャニィX-MEN』のクロスオーバーストーリーライン「ユートピア」で初登場した。
チームは劇中で「ダークX-MEN」とは呼ばれず、その名称はコミックの題名として使われるのみである。代わりに彼らはオズボーンのアベンジャーズが劇中で正式なアベンジャーズと扱われるのと同様に「X-MEN」とのみ呼ばれ、政府公認のチームとなっている。

## 出版史
2009年のエメラルド・シティ・コミコンにて脚本家のマット・フラクションはダークX-MENは独自のコミックを持たず、『ダークアベンジャーズ』とクロスオーバー中の『アンキャニィX-MEN』誌で登場することを明かした。
4月16日、Comic Book Resourcesのインタビューに答えたフラクションはダークX-MENの背景の全体のアイデアは3つのチーム（ノーマン・オズボーンのダークアベンジャーズ、スコット・サマーズのX-MEN、エマ・フロスト新たな「ダーク」X-MEN）を作ることであると説明した。
脚本家のジェイソン・アーロンはミスティークが『ダークX-MEN: ビギニング』の中の短編で登場することを明かしたが、彼女がチームに加わるかどうかは明言しなかった。その後ミスティークはチャールズ・エグゼビアがノーマン・オズボーンを支持しているとメディアに報じさせるためにプロフェッサーXに化けていたことが判明した。同様に『ダークX-MEN: ビギニング』の最初の2号でダークビーストが登場したが、彼がダークX-MENに参加するのかは明言されなかった。しかしながらこれもまた2009年7月の『アンキャニィX-MEN』第513号でチームのメンバーであることが確認された。
フラクションは他に『X-MEN』誌との強い関係を持っていないクロークとダガーをチームのメンバーに加えた。彼はMarvel.comのインタビューで「（もしもダークX-MENに加われば）彼らは評判を回復し、経歴を修正するチャンスを得る」と説明した。また「オズボーンは彼らに過去の過ち（スクラル侵攻の際のクロークのアベンジャーズとの関係など）を帳消しにできる究極の公益事業として提供する」と述べた。フラクションはダークX-MENのより魅力的な部分はクロークとダガーが本物のスーパーヒーローチームシナリオにどのうに反応するかを見られることであると明かす。クロークとダガーのダークX-MENとの関係は彼らのミニシリーズの企画を保留させた。
他にチームに加わった者にミミックが挙げられ、彼もまた善人になるチャンスを求めていた。脚本家のジェームズ・アスモスは「[ミミック]は今までの人生で切実に信任投票を望んでいた。実際にチームに招かれ、政府のために働くことはまさしく彼がそれを得るための手段なのだ。尤も[ミミック]にとっては不幸なことに、彼は自分が参加した[ダークX-MEN]が善のチームでは無かったことに気づいていないのだが。」と説明した。『ダークX-MEN: ビギニング』ではネイモア、ミミック、ダークビーストのストーリーが収録される。第2号ではクローク&ダガー、ウェポン・オメガ、ダケンのストーリーが収録される。第3号ではエマ・フロストとネイモア、そしてミスティークとノーマンによるオーロラ勧誘のストーリーが収録される。
『ユートピア』終了後、ポール・コーネル脚本、レオナルド・カーク作画による全5号のミニシリーズ『ダークX-MEN』が出版された。チームのロースターはダークビースト、ミミック、ミスティーク、ウェポン・オメガであり、またネイト・グレイの再出発が描かれた。

## コレクテッド・エディション
| タイトル                            | 収録内容 | 発売日               | ISBN                                          |
| ----------------------------------- | --- | -------------------- | --------------------------------------------- |
| Dark Avengers/Uncanny X-Men: Utopia | Dark Avengers/Uncanny X-Men: Utopia, Dark Avengers/Uncanny X-Men: Exodus, Uncanny X-Me #513-514, Dark Avengers #7-8, Dark X-Men: The Beginning #1-3, X-Men Legacy #226-227 and Dark X-Men: The Confession | 2009年11月 2010年4月 | HC: ISBN 0-7851-4233-9 SC: ISBN 0-7851-4234-7 |
| Dark X-Men                          | Dark X-Men #1-5 | 2010年6月            | ISBN 0-7851-4526-5                            |

### 日本語版
日本語版はヴィレッジブックスより、オンライン通信販売限定で発売された。
| タイトル                                       | 収録内容                                                                                                 | 発売日    | 訳者 | ISBN |
| ---------------------------------------------- | --- | --------- | ---- | ---- |
| アベンジャーズ/X-MEN: ロード・トゥ・ユートピア | Dark X-Men: The Beginning #1-3, X-Men Legacy #226-227, Dark X-Men: The Confession, Dark Reign: The Cabal | 2016年3月 |      | N/A  |